# ATP Challenger Hongkong
Das ATP Challenger Hongkong (offizieller Name: Hong Kong ATP Challenger) war ein Tennisturnier in Hongkong, das 2015 einmal ausgetragen wurde. Es war Teil der ATP Challenger Tour und wurde im Freien auf Hartplatz ausgetragen.

## Liste der Sieger

### Einzel
| Jahr | Sieger      | Finalgegner | Ergebnis |
| ---- | ----------- | ----------- | -------- |
| 2015 | Kyle Edmund | Tatsuma Itō | 6:1, 6:2 |

### Doppel
| Jahr | Sieger                       | Finalgegner               | Ergebnis |
| ---- | ---------------------------- | ------------------------- | -------- |
| 2015 | Hsieh Cheng-peng Yi Chu-huan | Saketh Myneni Sanam Singh | 6:4, 6:2 |